# Tapponia hieroglyphica
Tapponia hieroglyphica är en spindelart som först beskrevs av Tord Tamerlan Teodor Thorell 1887.  Tapponia hieroglyphica ingår i släktet Tapponia och familjen lospindlar. Inga underarter finns listade i Catalogue of Life.